# رید مالونه
رید مالونه (انگلیسی: Reed Malone؛ زادهٔ ۳ آوریل ۱۹۹۵) یک شناگر اهل ایالات متحده آمریکا است.
از افتخارات وی میتوان به کسب مدال نقره ۴×۲۰۰ متر آزاد امدادی در ۲۰۱۵ کازان اشاره کرد.